# Championnats du monde de curling
Les championnats du monde de curling sont une compétition annuelle qui réunit les meilleurs curleurs du monde. Cette compétition regroupe trois formats : hommes, femmes, mixte. Le championnat du monde masculin a été créé en 1959, le féminin en 1979 et le mixte en 2008. Depuis 2005, les championnats féminin et masculin sont disputés à des dates et dans des lieux différents. En général, le Canada domine cette compétition au nombre de victoires quel que soit le sexe, mais d'autres nations se sont illustrées telles que la Suisse, la Suède, le Danemark, l'Allemagne, l'Écosse, les États-Unis et la Norvège qui ont toutes remporté le tournoi au moins une fois.

## Histoire
Les championnats du monde de curling ont été créés en 1959 sous le nom de Coupe d'Écosse. Les trois premières éditions furent disputées entre l'Écosse et le Canada uniquement (pays traditionnels du curling). Entre 1961 et 1967, le nombre de nations a varié, allant de trois à huit participants.
En 1979, la première édition des championnats du monde de curling féminin voit le jour. Entre 1979 et 1988, ce tournoi était disputé séparément de celui des hommes jusqu'entre 1989 et 2004. Depuis 2004, le premier format revient avec une organisation séparée entre la compétition masculine et féminine.
En 2008, un troisième format est créé avec les championnats du monde de curling double mixte qui se tient également dans un autre lieu.
Entre 1968 et 1988, les trois premières équipes étaient récompensées par des médailles d'or, d'argent et de bronze. Entre 1989 et 1994, l'équipe classée quatrième partageait la médaille de bronze avec le troisième, avant de finalement revenir à partir de 1995 aux trois médailles pour les trois premières places.

### Noms des tournois
Les championnats ont porté plusieurs noms au cours de leur histoire :
- 1959-1967 : Scotch Cup ;
- 1968-1985 : Air Canada Silver Broom ;
- 1986-1988 : IOC President's Cup (Hexagon) ;
- 1989-1990 : WCF Championships ;
- 1991-1992 : Safeway World Curling Championship ;
- 1993-1994 : WCF Championships ;
- 1995-2009 : Ford World Curling Championship ;
- 2010 : Capital One World Curling Championship ;
- 2011 : Ford World Curling Championship.

## Palmarès

### Palmarès récent
| Année | Lieu                    | Champion                                             | Finaliste                                            | Troisième                                            |
| ----- | ----------------------- | ---------------------------------------------------- | ---------------------------------------------------- | ---------------------------------------------------- |
| 2001  | Lausanne, Suisse        | Suède                                                | Suisse                                               | Norvège                                              |
| 2002  | Bismarck, États-Unis    | Canada                                               | Norvège                                              | Écosse                                               |
| 2003  | Winnipeg, Canada        | Canada                                               | Suisse                                               | Norvège                                              |
| 2004  | Gävle, Suède            | Suède                                                | Allemagne                                            | Canada                                               |
| 2005  | Victoria, Canada        | Canada                                               | Écosse                                               | Allemagne                                            |
| 2006  | Lowell, États-Unis      | Écosse                                               | Canada                                               | Norvège                                              |
| 2007  | Edmonton, Canada        | Canada                                               | Allemagne                                            | États-Unis                                           |
| 2008  | Grand Forks, États-Unis | Canada                                               | Écosse                                               | Norvège                                              |
| 2009  | Moncton, Canada         | Écosse                                               | Canada                                               | Norvège                                              |
| 2010  | Cortina d'Ampezzo       | Canada                                               | Norvège                                              | Écosse                                               |
| 2011  | Regina, Canada          | Canada                                               | Écosse                                               | Suède                                                |
| 2012  | Bâle, Suisse            | Canada                                               | Écosse                                               | Suède                                                |
| 2013  | Victoria, Canada        | Suède                                                | Canada                                               | Écosse                                               |
| 2014  | Pékin, Chine            | Norvège                                              | Suède                                                | Suisse                                               |
| 2015  | Halifax, Canada         | Suède                                                | Norvège                                              | Canada                                               |
| 2016  | Bâle, Suisse            | Canada                                               | Danemark                                             | États-Unis                                           |
| 2017  | Edmonton, Canada        | Canada                                               | Suède                                                | États-Unis                                           |
| 2018  | Las Vegas, États-Unis   | Suède                                                | Canada                                               | Écosse                                               |
| 2019  | Lethbridge, Canada      | Suède                                                | Canada                                               | Suisse                                               |
| 2020  | Glasgow, Écosse         | Édition annulée en raison de la pandémie de Covid-19 | Édition annulée en raison de la pandémie de Covid-19 | Édition annulée en raison de la pandémie de Covid-19 |
| 2021  | Calgary, Canada         | Suède                                                | Écosse                                               | Suisse                                               |
| 2022  | Las Vegas, États-Unis   | Suède                                                | Canada                                               | Italie                                               |
| 2023  | Ottawa, Canada          | Écosse                                               | Canada                                               | Suisse                                               |
| 2024  | Schaffhouse, Suisse     | Suède                                                | Canada                                               | Italie                                               |

| Année | Lieu                    | Champion                                             | Finaliste                                            | Troisième                                            |
| ----- | ----------------------- | ---------------------------------------------------- | ---------------------------------------------------- | ---------------------------------------------------- |
| 2001  | Lausanne, Suisse        | Canada                                               | Suède                                                | Danemark                                             |
| 2002  | Bismarck, États-Unis    | Écosse                                               | Suède                                                | Norvège                                              |
| 2003  | Winnipeg, Canada        | États-Unis                                           | Canada                                               | Suède                                                |
| 2004  | Gävle, Suède            | Canada                                               | Norvège                                              | Suisse                                               |
| 2005  | Paisley, Écosse         | Suède                                                | États-Unis                                           | Norvège                                              |
| 2006  | Grande Prairie, Canada  | Suède                                                | États-Unis                                           | Canada                                               |
| 2007  | Aomori, Japon           | Canada                                               | Danemark                                             | Écosse                                               |
| 2008  | Vernon, Canada          | Canada                                               | Chine                                                | Suisse                                               |
| 2009  | Gangneung, Corée du Sud | Chine                                                | Suède                                                | Danemark                                             |
| 2010  | Swift Current, Canada   | Allemagne                                            | Écosse                                               | Canada                                               |
| 2011  | Esbjerg, Danemark       | Suède                                                | Canada                                               | Chine                                                |
| 2012  | Lethbridge, Canada      | Suisse                                               | Suède                                                | Canada                                               |
| 2013  | Riga, Lettonie          | Écosse                                               | Suède                                                | Canada                                               |
| 2014  | Saint-Jean, Canada      | Suisse                                               | Canada                                               | Russie                                               |
| 2015  | Sapporo, Japon          | Suisse                                               | Canada                                               | Russie                                               |
| 2016  | Swift Current, Canada   | Suisse                                               | Japon                                                | Russie                                               |
| 2017  | Pékin, Chine            | Canada                                               | Russie                                               | Suède                                                |
| 2018  | North Bay, Canada       | Canada                                               | Suède                                                | Russie                                               |
| 2019  | Silkeborg, Danemark     | Suisse                                               | Suède                                                | Corée du Sud                                         |
| 2020  | Prince George, Canada   | Édition annulée en raison de la pandémie de Covid-19 | Édition annulée en raison de la pandémie de Covid-19 | Édition annulée en raison de la pandémie de Covid-19 |
| 2021  | Calgary, Canada         | Suisse                                               | RCF                                                  | Canada                                               |
| 2022  | Prince George, Canada   | Suisse                                               | Corée du Sud                                         | Canada                                               |
| 2023  | Sandviken, Suède        | Suisse                                               | Norvège                                              | Canada                                               |
| 2024  | Sydney, Canada          | Canada                                               | Suisse                                               | Corée du Sud                                         |

| Année | Lieu                      | Champion                                             | Finaliste                                            | Troisième                                            |
| ----- | ------------------------- | ---------------------------------------------------- | ---------------------------------------------------- | ---------------------------------------------------- |
| 2008  | Vierumäki, Finlande       | Suisse                                               | Finlande                                             | Suède                                                |
| 2009  | Cortina d'Ampezzo, Italie | Suisse                                               | Hongrie                                              | Canada                                               |
| 2010  | Tcheliabinsk, Russie      | Russie                                               | Nouvelle-Zélande                                     | Chine                                                |
| 2011  | St. Paul, États-Unis      | Suisse                                               | Russie                                               | France                                               |
| 2012  | Erzurum, Turquie          | Suisse                                               | Suède                                                | Autriche                                             |
| 2013  | Fredericton, Canada       | Hongrie                                              | Suède                                                | République tchèque                                   |
| 2014  | Dumfries, Écosse          | Suisse                                               | Suède                                                | Espagne                                              |
| 2015  | Sotchi, Russie            | Hongrie                                              | Suède                                                | Norvège                                              |
| 2016  | Karlstad, Suède           | Russie                                               | Chine                                                | États-Unis                                           |
| 2017  | Lethbridge, Canada        | Suisse                                               | Canada                                               | Chine                                                |
| 2018  | Östersund, Suède          | Suisse                                               | Russie                                               | Canada                                               |
| 2019  | Stavanger, Norvège        | Suède                                                | Canada                                               | États-Unis                                           |
| 2020  | Kelowna, Canada           | Édition annulée en raison de la pandémie de Covid-19 | Édition annulée en raison de la pandémie de Covid-19 | Édition annulée en raison de la pandémie de Covid-19 |
| 2021  | Aberdeen, Écosse          | Écosse                                               | Norvège                                              | Suède                                                |
| 2022  | Genève, Suisse            | Écosse                                               | Suisse                                               | Allemagne                                            |
| 2023  | Gangneung, Corée du Sud   | États-Unis                                           | Japon                                                | Norvège                                              |
| 2024  | Östersund, Suède          | Suède                                                | Estonie                                              | Norvège                                              |

| Année | Lieu             | Champion                                             | Finaliste                                            | Troisième                                            |
| ----- | ---------------- | ---------------------------------------------------- | ---------------------------------------------------- | ---------------------------------------------------- |
| 2015  | Berne, Suisse    | Norvège                                              | Suède                                                | Chine                                                |
| 2016  | Kazan, Russie    | Russie                                               | Suède                                                | Écosse                                               |
| 2017  | Champéry, Suisse | Écosse                                               | Canada                                               | République tchèque                                   |
| 2018  | Kelowna, Canada  | Canada                                               | Espagne                                              | Russie                                               |
| 2019  | Aberdeen, Écosse | Canada                                               | Allemagne                                            | Norvège                                              |
| 2020  | Aberdeen, Écosse | Édition annulée en raison de la pandémie de Covid-19 | Édition annulée en raison de la pandémie de Covid-19 | Édition annulée en raison de la pandémie de Covid-19 |
| 2021  | Aberdeen, Écosse | Édition annulée en raison de la pandémie de Covid-19 | Édition annulée en raison de la pandémie de Covid-19 | Édition annulée en raison de la pandémie de Covid-19 |
| 2022  | Aberdeen, Écosse | Canada                                               | Suisse                                               | Suède                                                |
| 2023  | Aberdeen, Écosse | Suède                                                | Espagne                                              | Canada                                               |

### Palmarès par nation
| Place | Nation     | Nombre de titres |
| ----- | ---------- | ---------------- |
| 1     | Canada     | 36 titres        |
| 2     | Suède      | 12 titres        |
| 3     | Écosse     | 6 titres         |
| 4     | États-Unis | 4 titres         |
| 4     | Norvège    | 4 titres         |
| 6     | Suisse     | 3 titres         |

| Place | Nation     | Nombre de titres |
| ----- | ---------- | ---------------- |
| 1     | Canada     | 19 titres        |
| 2     | Suisse     | 10 titres        |
| 3     | Suède      | 8 titres         |
| 4     | Allemagne  | 2 titres         |
| 4     | Écosse     | 2 titres         |
| 4     | Norvège    | 2 titres         |
| 7     | Chine      | 1 titre          |
| 7     | Danemark   | 1 titre          |
| 7     | États-Unis | 1 titre          |

| Place | Nation     | Nombre de titres |
| ----- | ---------- | ---------------- |
| 1     | Suisse     | 7 titres         |
| 2     | Écosse     | 2 titres         |
| 2     | Hongrie    | 2 titres         |
| 2     | Russie     | 2 titres         |
| 2     | Suède      | 2 titres         |
| 6     | États-Unis | 1 titre          |

| Place | Nation  | Nombre de titres |
| ----- | ------- | ---------------- |
| 1     | Canada  | 3 titres         |
| 2     | Écosse  | 1 titre          |
| 2     | Norvège | 1 titre          |
| 2     | Russie  | 1 titre          |
| 2     | Suède   | 1 titre          |